# Guennadi Gor
Œuvres principales
- La Vache

Guennadi (Gdalii) Samoïlovitch Gor (en russe : Геннадий Самойлович Гор), né le 15 janvier 1907 à Verkhnéoudinsk et décédé le 6 janvier 1981  à Léningrad, est un écrivain russe.

## Biographie
il a  fait ses études à la faculté de lettres de Léningrad en littérature
Il a vécu le blocus de Leningrad de 1941 à 1944 et l’a relaté en vers dans son livre "la maison de Mokhova" paru en 1945 en russie, peut être le  Blocus, dont le texte russe complet n'a paru d'abord que dans une édition allemande de 2007, puis dans l'édition franco-russe chez Circé en 2010.
il a édité un premier recueil de nouvelles "la peinture" sur des sujets éclectiques l'art, la science, la vie et les mœurs des peuples sibériens
Dès 1933 il avait publié un cycle de nouvelles traitant des petites ethnies du Grand Nord. Dans les années 60 et 70 
Auteur de Science fiction  il a publié plusieurs romans  dont L'insupportable interlocuteur considéré en URSS comme l'un des plus profonds auteurs de SF. 
Son œuvre romanesque la plus remarquable La Vache, écrite en 1930, n'a été publiée qu'en 2001.
Guennadi Gor est inhumé au cimetière de Komarovo.

## Œuvres
- La Vache. Editions Noir sur Blanc, 2004.
- Blocus poésie 2010, éd. Circé. Edition bilingue, traduction du russe et présentation d'Henri Abril  (ISBN 978-2-84-274-5)
- L'insupportable interlocuteur" science fiction 1964 éditeurs français réunis, traduction de Francis Cohen

## Sources et références
1. ↑  Henri Abril La main de Rebecca postface à Blocus éd. Circé